# Глухов, Виктор Герасимович
Ви́ктор Гера́симович Глу́хов (род. 7 декабря 1939, Новгород) — российский учёный-метеоролог, доктор географических наук, профессор.

## Биография
Родился 7 декабря 1939 года в Новгороде.
В 1962 году окончил Ленинградское высшее инженерное морское училище имени адмирала С. О. Макарова (ЛВИМУ).
В 1962—1965 работал инженером-синоптиком в бюро погоды на острове Диксон.
В 1968—1973 — младший научный сотрудник отдела прикладной климатологии Главной геофизической обсерватории имени А. И. Воейкова. Там же окончил аспирантуру. С 1970 — кандидат географических наук.
С 1973 — доцент, а с 1987, после защиты докторской диссертации — профессор кафедры метеорологии ЛВИМУ (ныне — Государственная морская академия имени адмирала С. О. Макарова).
Разработал методы расчёта гололёдных нагрузок на сооружения. Произвёл картирование равнинной части территории СССР по режимным параметрам обледенения.
Опубликовал более 30 научных работ.